# Лаљо
Лаљо (итал. Laglio) је насеље у Италији у округу Комо, региону Ломбардија.
Према процени из 2011. у насељу је живело 917 становника. Насеље се налази на надморској висини од 250 м.

## Становништво
| 1936. | 1951. | 1961. | 1971. | 1981. | 1991. | 2001. | 2011. |
| ----- | ----- | ----- | ----- | ----- | ----- | ----- | ----- |
| 798   | 963   | 1.007 | 1.017 | 947   | 907   | 889   | 917   |